# Communauté de communes de la Région de Doulevant-le-Château
La communauté de communes de la Région de Doulevant-le-Château est une ancienne communauté de communes française, située dans le département de la Haute-Marne et la région Champagne-Ardenne.

## Historique
Le 1er janvier 2009, Arnancourt rejoint la CC.
Le 1er janvier 2014, elle a fusionné avec la communauté de communes de Canton de Poissons et la communauté de communes Marne Rognon ; elles forment ensemble et avec six communes isolées (59 communes en tout) la communauté de communes du Bassin de Joinville en Champagne.

## Composition
Elle était composée des communes suivantes :
| Nom                          | Code Insee | Gentilé          | Superficie (km2) | Population (dernière pop. légale) | Densité (hab./km2) |
| ---------------------------- | ---------- | ---------------- | ---------------- | --------------------------------- | ------------------ |
| Doulevant-le-Château (siège) | 52178      | Doulevantais     | 22,14            | 388 (2014)                        | 18                 |
| Ambonville                   | 52007      | Ambonvillois     | 14,47            | 77 (2014)                         | 5,3                |
| Arnancourt                   | 52019      | Arnancourtois    | 9,31             | 94 (2014)                         | 10                 |
| Baudrecourt                  | 52039      | Baudrecourtois   | 8,78             | 99 (2014)                         | 11                 |
| Blumeray                     | 52057      | Blumeréens       | 14,68            | 108 (2014)                        | 7,4                |
| Bouzancourt                  | 52065      | Bouzancourtois   | 11,75            | 73 (2014)                         | 6,2                |
| Brachay                      | 52066      | Brachayens       | 7,40             | 55 (2014)                         | 7,4                |
| Charmes-en-l'Angle           | 52109      |                  | 7,36             | 9 (2014)                          | 1,2                |
| Charmes-la-Grande            | 52110      | Charmessans      | 11,43            | 160 (2014)                        | 14                 |
| Courcelles-sur-Blaise        | 52149      | Courcellois      | 5,67             | 109 (2014)                        | 19                 |
| Dommartin-le-Saint-Père      | 52172      | Dommartinois     | 14,88            | 275 (2014)                        | 18                 |
| Flammerécourt                | 52201      | Flammerécourtois | 10,52            | 69 (2014)                         | 6,6                |
| Leschères-sur-le-Blaiseron   | 52284      | Leschèrois       | 14,93            | 99 (2014)                         | 6,6                |
| Mertrud                      | 52321      |                  | 12,06            | 178 (2014)                        | 15                 |
| Nully                        | 52359      | Urans            | 17,81            | 165 (2014)                        | 9,3                |
| Trémilly                     | 52495      |                  | 10,72            | 82 (2014)                         | 7,6                |